# Cinchonopsis amazonica
Cinchonopsis amazonica är en måreväxtart som först beskrevs av Paul Carpenter Standley, och fick sitt nu gällande namn av Bengt Lennart Andersson. Cinchonopsis amazonica ingår i släktet Cinchonopsis och familjen måreväxter. Inga underarter finns listade i Catalogue of Life.